# Hergenrőder Miklós
Hergenrőder Miklós (Szajk, 1922. augusztus 17. – Pécs, 1990. október 24.) katolikus pap, kanonok, karnagy, zeneszerző.

## Élete
Magyarországi német földműves család gyermekeként született Szajkon. Édesapjának unokatestvére, Riesz Ádám mezőgazdász, politikus, országgyűlési képviselő.
Tanulmányait a székesegyházi énekiskola növendékeként kezdte Pécsett (1931–1936), majd a Ciszterci Nagy Lajos Gimnáziumában érettségizett 1940-ben. A PPTE-n teológia tanulmányokat folytatott.
1944. december 24-én szentelték pappá Budapesten.
1958-tól működött Pécsett. Székesegyházi káplán, a Palestrina kórus karnagya, az egyházmegye zenei igazgatója, az egyházmegye Liturgikus Bizottságának elnöke, kanonok (1978–tól). 1961-ben megalakítja a Pécsi Egyházmegye Kántorképző Tanfolyamát diákok számára.

## Származása
| Hergenrőder Miklós (Szajk, 1922. augusztus 17. – Pécs, 1990. október 24.) katolikus pap, kanonok, karnagy, zeneszerző | Apja: Hergenrőder István (Szajk, 1894. március 25. – ) kisbirtokos földműves | Apai nagyapja: Hergenrőder József (Szajk, 1866. szeptember 27. – 1938. augusztus 3.) földműves   | Apai nagyapai dédapja: Hergenrőder István földműves                                                              |
| Hergenrőder Miklós (Szajk, 1922. augusztus 17. – Pécs, 1990. október 24.) katolikus pap, kanonok, karnagy, zeneszerző | Apja: Hergenrőder István (Szajk, 1894. március 25. – ) kisbirtokos földműves | Apai nagyapja: Hergenrőder József (Szajk, 1866. szeptember 27. – 1938. augusztus 3.) földműves   | Apai nagyapai dédanyja: Hamberger Margit                                                                         |
| Hergenrőder Miklós (Szajk, 1922. augusztus 17. – Pécs, 1990. október 24.) katolikus pap, kanonok, karnagy, zeneszerző | Apja: Hergenrőder István (Szajk, 1894. március 25. – ) kisbirtokos földműves | Apai nagyanyja: Riesz Éva (Szajk, 1869. október 16. – 1940. március 31.)                         | Apai nagyanyai dédapja: Riesz Bálint szülei: Riesz János és Schiebelhut Erzsébet                                 |
| Hergenrőder Miklós (Szajk, 1922. augusztus 17. – Pécs, 1990. október 24.) katolikus pap, kanonok, karnagy, zeneszerző | Apja: Hergenrőder István (Szajk, 1894. március 25. – ) kisbirtokos földműves | Apai nagyanyja: Riesz Éva (Szajk, 1869. október 16. – 1940. március 31.)                         | Apai nagyanyai dédanyja: Treutz Erzsébet (Szajk, 1842. május 17. – Szajk, 1921. december 20.)                    |
| Hergenrőder Miklós (Szajk, 1922. augusztus 17. – Pécs, 1990. október 24.) katolikus pap, kanonok, karnagy, zeneszerző | Anyja: Grosch Mária (Szajk, 1902. augusztus 10. – )                          | Anyai nagyapja: Grosch Miklós (Szajk, 1877. október 4. - 1858. október 3.) kisbirtokos földműves | Anyai nagyapai dédapja: Grosch János (Szajk, 1839. augusztus 31. - ) földműves                                   |
| Hergenrőder Miklós (Szajk, 1922. augusztus 17. – Pécs, 1990. október 24.) katolikus pap, kanonok, karnagy, zeneszerző | Anyja: Grosch Mária (Szajk, 1902. augusztus 10. – )                          | Anyai nagyapja: Grosch Miklós (Szajk, 1877. október 4. - 1858. október 3.) kisbirtokos földműves | Anyai nagyapai dédanyja: Riesz Erzsébet (Szajk, 1846. március 4. - ) szülei: Riesz János és Schiebelhut Erzsébet |
| Hergenrőder Miklós (Szajk, 1922. augusztus 17. – Pécs, 1990. október 24.) katolikus pap, kanonok, karnagy, zeneszerző | Anyja: Grosch Mária (Szajk, 1902. augusztus 10. – )                          | Anyai nagyanyja: Fischer Mária                                                                   | Anyai nagyanyai dédapja:                                                                                         |
| Hergenrőder Miklós (Szajk, 1922. augusztus 17. – Pécs, 1990. október 24.) katolikus pap, kanonok, karnagy, zeneszerző | Anyja: Grosch Mária (Szajk, 1902. augusztus 10. – )                          | Anyai nagyanyja: Fischer Mária                                                                   | Anyai nagyanyai dédanyja:                                                                                        |